# Jon Bernthal
Jon Bernthal (Washington D.C., 1976. szeptember 20. –) Primetime Emmy-díjas amerikai színész.
Pályafutását a 2000-es évek elején kezdte, az AMC The Walking Dead című horrorsorozatában 2010 és 2018 között Shane Walsh megformálása tette ismertté, az első két évadban főszereplő volt. A Marvel-moziuniverzum Frank Castle / Megtorló életre keltésével szerzett további elismerést: elsőként a Netflix Daredevil című sorozat második évadában, majd A Megtorló (2017–2019) című önálló sorozatban.

## Fiatalkora
Eric Lawrence Bernthal és Joan Lurie Bernthal gyermekeként, Jonathan Edward Bernthal néven 1976. szeptember 20-án született Washington D.C.-ben. Két idősebb testvére van, Thomas és Nicholas Matthew Bernthal. Zsidó származású, de nem vallásos. Egy magániskolában érettségizett, azután a Skidmore Főiskolán tanult tovább, majd Moszkvába ment drámát tanulni. Elmondása szerint ezek az évek olyan kemények voltak, hogy a végére már csak a csoport fele maradt. Közben profi baseball játékosként is nagy sikereket ért el.

## Pályafutása
Eleinte csak színházi-, vagy mellékszerepeket kapott. Az áttörést a The Walking Dead horror-drámasorozat jelentette számára, melyben már elég komoly szerepet kapott: ő alakította a forrófejű zsarut, Shane Walsht, Rick legjobb barátját és Lori szeretőjét. A második évadban azonban búcsút intett a sorozatnak, mert karakterét a képregény szerint megölték, a második évad utolsó részében legjobb barátja, Rick szúrta le. A sorozatot az AMC és a Fox tévécsatornákon sugározták.

## Magánélete
2010. szeptember 20-án vette feleségül Erin Angle-t, akitől két fia született, Billy és Henry. A szíve fölé tetováltatta felesége becenevét.
Az egyik testvérével a Drops Fill Buckets nevű nonprofit jótékonysági szervezetet működteti, amely világszerte hátrányos helyzetű, illetve beteg gyermekek megsegítésében működik közre.

## Filmográfia

### Film
| Év   | Magyar cím                             | Eredeti cím                                    | Szerep                  | Magyar hang     | Rendező                |
| ---- | -------------------------------------- | ---------------------------------------------- | ----------------------- | --------------- | ---------------------- |
| 2002 | Mary/Mary                              | Mary/Mary                                      | Manny                   |                 | Joseph H. Biancaniello |
| 2004 |                                        | Tony n' Tina's Wedding                         | Dominic Fabrizzi        |                 | Roger Paradiso         |
| 2006 | World Trade Center                     | World Trade Center                             | Christopher Amoroso     | Elek Ferenc     | Oliver Stone           |
| 2007 | Lélegzet                               | The Air I Breathe                              | riporter                | Renácz Zoltán   | Jieho Lee              |
| 2007 | Nulladik nap                           | Day Zero                                       | James Dixon             |                 | Bryan Gunnar Cole      |
| 2008 |                                        | Bar Starz                                      | Donnie Pitron           |                 | Michael Pietrzak       |
| 2008 |                                        | A Line in the Sand                             | Banzai                  |                 | Jeffrey Chernov        |
| 2009 | Éjszaka a múzeumban 2.                 | Night at the Museum: Battle of the Smithsonian | Al Capone               | Rajkai Zoltán   | Shawn Levy (1)         |
| 2010 | Szellemíró                             | The Ghost Writer                               | Rick Ricardelli         | Sarádi Zsolt    | Roman Polański         |
| 2010 | Párterápia                             | Date Night                                     | fiatalember             |                 | Shawn Levy (2)         |
| 2011 | Rampart                                | Rampart                                        | Dan Morone              | Czető Roland    | Oren Moverman          |
| 2013 | Csapda                                 | Snitch                                         | Daniel James            | Pál András      | Ric Roman Waugh (1)    |
| 2013 | A kiütés                               | Grudge Match                                   | B.J. Rose               | Varga Gábor     | Peter Segal            |
| 2013 | A Wall Street farkasa                  | The Wolf of Wall Street                        | Brad Bodnick            | Király Attila   | Martin Scorsese        |
| 2014 | Harag                                  | Fury                                           | Grady „Tuskó” Travis    | Sarádi Zsolt    | David Ayer             |
| 2015 | Én, Earl és a csaj, aki meg fog halni  | Me and Earl and the Dying Girl                 | Mr. McCarthy            | Sarádi Zsolt    | Alfonso Gomez-Rejon    |
| 2015 | Sicario – A bérgyilkos                 | Sicario                                        | Ted                     | Király Attila   | Denis Villeneuve       |
| 2015 | Miénk a világ                          | We Are Your Friends                            | Paige Morrell           | Sarádi Zsolt    | Max Joseph             |
| 2016 | Az Igazság Ligája a Tini Titánok ellen | Justice League vs. Teen Titans                 | Trigon (hangja)         | Király Attila   | Sam Liu                |
| 2016 |                                        | The Escape (rövidfilm)                         | Holt                    |                 | Neill Blomkamp         |
| 2016 | A könyvelő                             | The Accountant                                 | Braxton Wolff           | Pál András      | Gavin O'Connor         |
| 2017 | Wind River – Gyilkos nyomon            | Wind River                                     | Matt Rayburn            | Pál András      | Taylor Sheridan (1)    |
| 2017 | Nyomd, Bébi, nyomd                     | Baby Driver                                    | Griff                   | Pál András      | Edgar Wright           |
| 2017 |                                        | Sweet Virginia                                 | Sam                     |                 | Jamie M. Dagg          |
| 2017 | Az ereklye                             | Pilgrimage                                     | A néma                  | nem szólal meg  | Jamie Hannigan         |
| 2017 | A góré                                 | Shot Caller                                    | Frank „Shotgun”         | Varga Gábor     | Ric Roman Waugh (2)    |
| 2018 | Nyughatatlan özvegyek                  | Widows                                         | Florek Gunner           | Sarádi Zsolt    | Steve McQueen          |
| 2019 | Mogyoróvaj Sólyom                      | The Peanut Butter Falcon                       | Mark                    | nem szólal meg  | Tyler Nilson           |
| 2019 | Mogyoróvaj Sólyom                      | The Peanut Butter Falcon                       | Mark                    | nem szólal meg  | Michael Schwartz       |
| 2019 | Az aszfalt királyai                    | Ford v Ferrari                                 | Lee Iacocca             | Varga Gábor     | James Mangold          |
| 2020 | Viena és a Fantomok                    | Viena and the Fantomes                         | Monroe                  |                 | Gerardo Naranjo        |
| 2021 | Akik az életemre törnek                | Those Who Wish Me Dead                         | Ethan Sawyer seriff     | Pál András      | Taylor Sheridan (2)    |
| 2021 | Richard király                         | King Richard                                   | Rick Macci              | Pál András      | Reinaldo Marcus Green  |
| 2021 | Javítóműhely                           | Small Engine Repair                            | Terrance Swaino         | Széles Tamás    | John Pollono           |
| 2021 | A maffia szentjei                      | The Many Saints of Newark                      | Johnny Soprano          | Kárpáti Levente | Alan Taylor            |
| 2021 | Megbocsáthatatlan                      | The Unforgivable                               | Blake                   | Varga Gábor     | Nora Fingscheidt       |
| 2022 | Késői virágzás                         | Sharp Stick                                    | Josh                    | Varga Gábor     | Lena Dunham            |
| 2023 | Származás                              | Origin                                         | Brett Hamilton          | Mészáros András | Ava DuVernay           |
| 2025 | Az amatőr                              | The Amateur                                    | Jackson O'Brien         | Varga Gábor     | James Hawes            |
| 2025 | A könyvelő 2.                          | The Accountant 2                               | Braxton Wolff           | Pál András      | Gavin O’Connor         |
| 2026 | Odüsszeia                              | The Odyssey                                    | ismeretlen szerep       |                 | Christopher Nolan      |
| 2026 |                                        | Spider-Man: Brand New Day                      | Frank Castle / Megtorló |                 | Destin Daniel Cretton  |

### Televízió
| Év              | Magyar cím                               | Eredeti cím                       | Szerep                                 | Megjegyzés                                                                                     |
| --------------- | ---------------------------------------- | --------------------------------- | -------------------------------------- | ---------------------------------------------------------------------------------------------- |
| 2002            | Esküdt ellenségek: Bűnös szándék         | Law & Order: Criminal Intent      | Lane Ruddock                           | 1 epizód                                                                                       |
| 2004            | Nyomtalanul                              | Without a Trace                   | Alex Genya                             | 1 epizód                                                                                       |
| 2004            | Dr. Vegas – A szerencsedoki              | Dr. Vegas                         | Greg                                   | 1 epizód                                                                                       |
| 2004            | Boston Legal – Jogi játszmák             | Boston Legal                      | Michael Shea                           | 1 epizód                                                                                       |
| 2004            | Bosszú és újrakezdés                     | Revenge of the Middle-Aged Woman  | férfi a hivatalban                     | tévéfilm                                                                                       |
| 2005            |                                          | Jonny Zero                        | Brett Parish                           | 1 epizód                                                                                       |
| 2005            | CSI: Miami helyszínelők                  | CSI: Miami                        | Harry Klugman                          | 2 epizód                                                                                       |
| 2005            | Esküdt ellenségek: Különleges ügyosztály | Law & Order: Special Victims Unit | Sherm Hempell                          | 1 epizód                                                                                       |
| 2005            | Így jártam anyátokkal                    | How I Met Your Mother             | Carlos                                 | 1 epizód (A lila zsiráf)                                                                       |
| 2006–2007       | Az osztály                               | The Class                         | Duncan Carmello                        | 19 epizód                                                                                      |
| 2009–2010       | Eastwicki boszorkák                      | Eastwick                          | Raymond Gardener                       | 12 epizód                                                                                      |
| 2010            | Gyilkos számok                           | Numbers                           | Mike Nash                              | 1 epizód                                                                                       |
| 2010            | The Pacific – A hős alakulat             | The Pacific                       | Manuel Rodriguez őrmester              | 2 epizód                                                                                       |
| 2010–2012, 2018 | The Walking Dead                         | The Walking Dead                  | Shane Walsh                            | 20 epizód                                                                                      |
| 2012            |                                          | Harry's Law                       | Lucas Trassino                         | 1 epizód                                                                                       |
| 2012–2017       | Robotcsirke                              | Robot Chicken                     | Shane Walsh / egyéb szereplők (hangja) | 2 epizód                                                                                       |
| 2013            |                                          | Mob City                          | Joe Teague nyomozó                     | 6 epizód                                                                                       |
| 2015            | Mutassatok egy hőst!                     | Show Me a Hero                    | Michael H. Sussman                     | 4 epizód                                                                                       |
| 2015            |                                          | SuperMansion                      | Rat-A-Pult (hangja)                    | 3 epizód                                                                                       |
| 2016            | Daredevil                                | Daredevil                         | Frank Castle / Megtorló                | - visszatérő szereplő - magyar hangja: - Sarádi Zsolt (1. szinkron) - Pál András (2. szinkron) |
| 2017–2019       | A Megtorló                               | The Punisher                      | Frank Castle / Megtorló                | főszereplő (26 epizód)                                                                         |
| 2018–2019       | A megtörhetetlen Kimmy Schmidt           | Unbreakable Kimmy Schmidt         | Ilan                                   | 2 epizód                                                                                       |
| 2021            | A tétel                                  | The Premise                       | Chase Milbrandt                        | 1 epizód                                                                                       |
| 2022            | Miénk a város                            | We Own This City                  | Wayne Jenkins                          | - 6 epizód - magyar hangja: - Szabó Máté                                                       |
| 2022            | Amerikai dzsigoló                        | American Gigolo                   | Julian Kaye                            | 8 epizód                                                                                       |
| 2022–           | A mackó                                  | The Bear                          | Michael "Mikey" Berzatto               | - 5 epizód - magyar hangja - Szatory Dávid                                                     |
| 2025            | Daredevil: Újjászületés                  | Daredevil: Born Again             | Frank Castle / Megtorló                | - 2 epizód - magyar hangja - Pál András                                                        |